# Elias Lagerheim
Elias Lagerheim, född 18 augusti 1791 på Ågesta i Huddinge socken, död 17 september 1864 på Nykvarn i Turinge, var en svensk friherre, diplomat och politiker; han var kabinettssekreterare 1825–1831 och utrikesstatsminister 1856–1858.

## Biografi
Elias Lagerheim var son till Olof Elias Weidman, som adlades Lagerheim och upphöjdes till friherre, och dennes första hustru Catharina Apiarie. Han studerade vid Lunds universitet där han tog kansliexamen 1809, varpå han anställdes i statsförvaltningen på olika poster och knöts till utrikesdepartementet som andre sekreterare 1813. Vid faderns död 1823 blev han själv friherre. Han var hedersledamot av Lantbruksakademien. Han var även serafimerriddare och kommendör av Nordstjärneorden.
Åren 1816–1818 var Lagerheim tillförordnad legationssekreterare i Sankt Petersburg och därefter förste sekreterare vid Utrikesdepartementet. Under åren 1820–1825 var Lagerheim chargé d'affaires i Berlin, Dresden och Wien. År 1825 utsågs han till kabinettssekreterare och under sin tid genomförde han en sanering av departementets ekonomi genom stränga besparingar. Under åren 1832–1836 var han överpostdirektör, och 1836 blev han envoyé i Köpenhamn. Denna plats innehade han i 20 år, och han deltog bland annat i framtagandet av fredsfördraget i Malmö som avslutade det Slesvig-holsteinska kriget.
Som diplomat verkade han i sin lärare Gustaf af Wetterstedts anda och var en fast bundsförvant till Bernadotterna, tills Oscar I tillträdde som kung. Olikheterna mellan den nye kungen och Lagerheim var många och hade en ideologisk botten. År 1856 lämnade han Köpenhamn för att tillträdda posten som utrikesstatsminister och bli en av rikets herrar; den förra befattningen hade han i två år. I Oscar I:s alliansanbud 1857 hade inte Lagerheim någon delaktighet, eftersom kungen inte lät honom deltaga i sina politiska förhandlingar till följd av deras motstridiga åsikter.
År 1826 gifte han sig med Charlotta Adelaide Schwan, dotter till grosshandlaren och statsrådet Hans Niclas Schwan, och fick med henne tio barn, däribland sönerna Elias Lagerheim den yngre och Alfred Lagerheim; den senare blev likaså utrikesminister.

## Utmärkelser

### Svenska utmärkelser
- Riddare och kommendör av Kungl. Maj:ts Orden (Serafimerorden), 24 november 1856.[2]
- Kommendör av Nordstjärneorden, 4 juli 1841.[2]
- Hedersledamot av Lantbruksakademien.[2]

### Utländska utmärkelser
- Storkorset av Badiska Zähringer Löwenorden, 1830.[2]
- Storkorset av Belgiska Leopoldsorden, senast 1864.[3]
- Riddare av Danska Elefantorden, 2 december 1857.[2]
- Storkorset av Danska Dannebrogorden, 16 maj 1846.[2]
- Storkorset av Norska Sankt Olavs orden, 28 maj 1852.[2]
- Riddare av andra klassen av Ryska Sankt Stanislausorden, 1819.[2]